# Ото (Небраска)
Ото (енгл. Otoe) град је у америчкој савезној држави Небраска.

## Демографија
По попису из 2010. године број становника је 171, што је 46 (-21,2%) становника мање него 2000. године.
| Група             | 2000.       | 2010.       |
| Белци             | 215 (99,1%) | 163 (95,3%) |
| Афроамериканци    | 0 (0,0%)    | 0 (0,0%)    |
| Азијати           | 0 (0,0%)    | 0 (0,0%)    |
| Хиспаноамериканци | 1 (0,5%)    | 4 (2,3%)    |
| Укупно            | 217         | 171         |